# We Love Marines
『We Love Marines』（ウィ・ラブ・マリーンズ）は、日本のプロ野球チーム・千葉ロッテマリーンズの球団オフィシャルソング。1992年発表。作詞：山上路夫、作曲：梅垣達志。

## 解説
1992年、ロッテ球団は川崎球場から千葉マリンスタジアムへの本拠地移転を機に愛称を球団創設以来の「ロッテオリオンズ」から「千葉ロッテマリーンズ」に変更。本楽曲はそれと同時に旧球団歌「わがオリオンズ」に代わり発表された球団オフィシャルソングである。現在は、千葉マリンスタジアムで、ロッテの勝利時に本楽曲が流され、同球場に詰めかけたマリーンズファン達に親しまれている（2011年までと2015年以降は7回裏に流され、一時期は、7回裏に『Take me out to the Ball Game』がアカペラで合唱され、5回裏攻撃前に流していた時期があった。2005年から2011年は元の7回裏攻撃前に戻され、2012年から2014年は7回裏に「マリンに集う我ら」が流され、試合終了後に勝利した場合にこの曲が流されていたが2015年は7回裏攻撃前と試合終了後に勝利した場合に流され、2016年以降は7回裏攻撃前に流されているが、2021年は再び試合終了後勝利した際に流される）。またパ・リーグ公式戦やセ・パ交流戦におけるマリーンズのビジターゲーム開催球場でも、7回表攻撃前に流されている。
2022年3月28日、千葉移転30周年を記念し大幅リニューアル。山下康介が編曲を行った。

## CD
- 1994年2月9日、片山圭司(唄うマリーンズ名義)の歌により[2]、シングルCDとして発売。2009年3月4日に12cmシングルCDで再発。
- 2005年8月9日、「CHIBA ROCK MARINES」、「M☆Splash!!」の歌唱を収録したシングルCDが発売。編曲は杉内信介。同CDには、トランザムの「白いボールのファンタジー」も収録。

## 2022年版参加ミュージシャン
- 山下康介:指揮・プログラミング
- 吉澤達彦、高荒海、田沼慶紀:トランペット
- 中川英二郎、半田信英、野々下興一:トロンボーン
- 庵原良司、竹野昌邦:サックス
- 遠山哲朗:ギター
- 吉田宇宙ストリングス:ストリングス
- VOJA:ボーカル&コーラス

## その他
- 千葉マリンスタジアム最寄のJR東日本京葉線・海浜幕張駅では、全ホーム共通の発車メロディに用いられている。
- 2005年にチームが日本一になった際には、千葉ロッテマリーンズの本拠地がある千葉県を放送対象地域とするラジオ局・ベイエフエムの電話リクエスト番組「BAY LINE 7300」のリクエストチャートで本楽曲が週間1位を獲得した[3]。
- 2005年には、ロッテの里崎智也がマリンスタジアム敷地内のステージにおいて当日の試合でヒーローとなった際、他選手（渡辺俊介、今江敏晃など）とのセッションで本楽曲を歌唱する「スペシャルライブ」が話題となった事がある。里崎の引退試合でも、引退セレモニー終了後に歌っている。
- 他の球団と同様、ラッキー7においては1番のみが流されるも、2011年（平成23年）3月11日に起こった東北地方太平洋沖地震（東日本大震災）が発生し、1番の歌い出しが「勝利の喜びは大波となって」、また2番の歌い出しが「われらのアタックは火のように燃えて」となっており、津波や災害を連想させることから2011年は1番・2番共に自粛され、代わりに3番が流されていたが2012年（平成24年）からは1番に戻っている。